# Magnétisme
Pour les articles homonymes, voir Magnétisme (homonymie).
Le magnétisme représente un ensemble de phénomènes physiques dans lesquels les objets exercent des forces attractives ou répulsives sur d'autres matériaux. Les courants électriques et les moments magnétiques des particules élémentaires fondamentales sont à l’origine du champ magnétique qui engendre ces forces. Tous les matériaux sont influencés, de manière plus ou moins complexe, par la présence d'un champ magnétique, et l’état magnétique d'un matériau dépend de sa température (et d'autres variables telles que la pression et le champ magnétique extérieur) de sorte qu'un matériau peut présenter différentes formes de magnétisme selon sa température.
Les aimants permanents possèdent des moments magnétiques permanents à l’origine du ferromagnétisme. Cependant, la plupart des matériaux ne possèdent pas de moments permanents. Parmi ces derniers, certains sont attirés par la présence d’un champ magnétique (paramagnétisme); d'autres sont au contraire repoussés par celui-ci (diamagnétisme) ; d'autres encore ont une relation beaucoup plus complexe avec un champ magnétique appliqué (antiferromagnétisme).
Les substances qui sont affectées de façon négligeable par les champs magnétiques sont considérées comme étant des substances non-magnétiques, dites amagnétiques.

## Histoire
Depuis la nuit des temps et au fil des âges, le magnétisme a toujours fasciné les esprits.[réf. nécessaire] Considéré comme un des grands miracles de la nature, il fut encore au XVIIe siècle appelé « le labyrinthe et abîme impénétrable des philosophes » par Athanasius Kircher dans son monumental traité sur l’aimant. Ce phénomène physique hors du commun est à l’origine de choses surprenantes comme l’attraction ou la répulsion d’objets, voire dans certains cas leur lévitation. Cependant, les conditions de la découverte du magnétisme restent encore inconnues : impossible donc d'y associer une date précise.

### De l'Antiquité auXVIIesiècle: la genèse du magnétisme

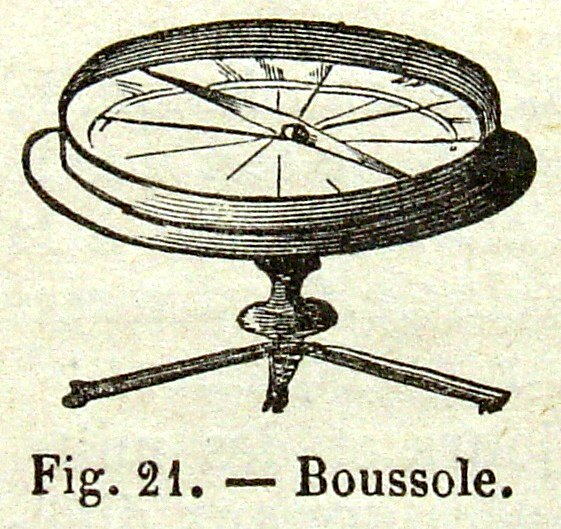
Gravure d'une boussole (XIIe siècle).

On attribue à Aristote ce qu'on pourrait appeler la première « discussion scientifique » sur le magnétisme avec Thalès de Milet, qui a vécu entre 625 et 545 av. J.-C. Vers la même époque, dans l'Inde ancienne, le chirurgien indien Sushruta, était le premier à faire usage de la pierre d'aimant à des fins chirurgicales. Mais le premier à qui l'on attribue véritablement la découverte de l’aimantation, c'est le philosophe grec Platon (427 av. J.-C.-347 av. J.-C.).
Il est extrêmement compliqué de situer l'invention de la boussole, mais c'est pourtant le premier objet qui permit aux Hommes d'apprivoiser et d'utiliser le magnétisme pour leur faciliter la vie.
Pour les européens, cette invention est située à la fin du XIIe siècle. Alexander Neckam (1157-1217) a écrit « De naturis rerum » dans lequel il mentionne la « boussole qui indique le nord et guide les marins ». Le trouvère Guiot de Provins (1150-1220) a composé un poème dans lequel il mentionne également la boussole. Jacques de Vitry (1170-1240) nous parle lui d’une aiguille qui, touchée par l’aimant, reste pointée vers l’étoile Polaire. On a longtemps attribué l'invention de la boussole à l'italien Flavio Gioia en 1302, mais les historiens ont démontré au XXe siècle que ces faits n'étaient pas véritablement fondés. Une autre hypothèse a alors été avancée : ce serait Ramon Llull (1232-1315) qui aurait pour la première fois découvert le pouvoir d’une aiguille d’acier touchée par l’aimant de se diriger vers le nord qui l'aurait utilisé pour la navigation.
Pour les chinois, cette découverte remonte à une époque plus ancienne. L’ouvrage « Mengxi bitan » écrit en 1088 par le médecin Shen Gua (1031-1095) décrivait déjà une aiguille indiquant le sud lorsqu’elle était frottée par la pierre d’aimant.
Enfin, l’hypothèse selon laquelle les arabes auraient apporté la boussole de Chine en Europe par la navigation a été abandonnée. Le plus probable est en réalité que la boussole ait été inventée indépendamment en Europe et en Chine.
Au XVIe siècle, les premières observations expérimentales sont menées par l’érudit napolitain Giambattista della Porta. Il rend compte dans Magia naturalis (1589), de ses expériences de physique sur l'attraction du fer par la pierre d'aimant, sur les propriétés des deux pôles de l'aimant, sur le fonctionnement d'un aimant cassé. À peu près à la même époque, le savant anglais William Gilbert (1544-1603) travaillait sur le magnétisme d'une manière beaucoup plus systématique. Dans son ouvrage, De magnete, publié en 1600, il fit le bilan de près de vingt ans d'expériences. Il préfigure, par la mise en pratique de la méthode expérimentale, le savant de type baconien.
Puis au XVIIe siècle, le physicien René Descartes (1596-1650) marque une évolution dans l'histoire du magnétisme. Il fut le premier à établir une théorie physique sur le magnétisme dans son ouvrage « Les principes de la philosophie » (1644).

### XIXesiècle: la révolution de l'électromagnétisme

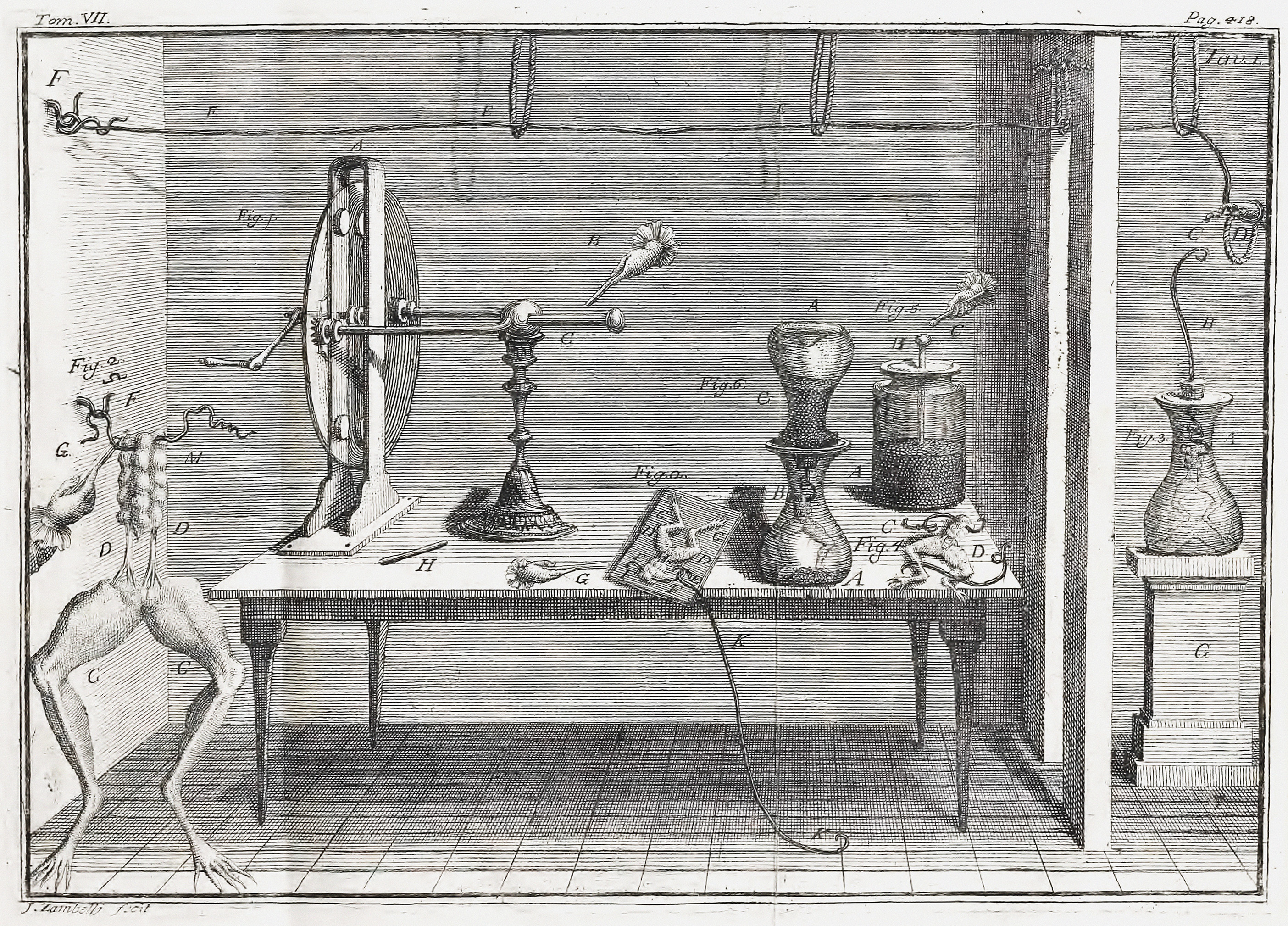
Expérience de Luigi Galvani(1791).

La deuxième moitié du XVIIIe siècle voit naître un intérêt croissant pour les phénomènes électriques ainsi que le début d’une quête visant à découvrir le lien entre l’électricité et le magnétisme.
Cela commence avec le physicien et médecin italien Luigi Galvani. Ce dernier étudie l’influence de l’électricité sur les membres inférieurs de grenouilles. Ses expériences l’amènent à publier ses résultats dans une étude : « De viribus electricitatis in motu musculari. Commentarius » en 1791. Dans cette étude, il formule l’hypothèse d’une « électricité animale » sécrétée par le cerveau et qui se déchargerait en reliant les nerfs et les muscles par du métal.

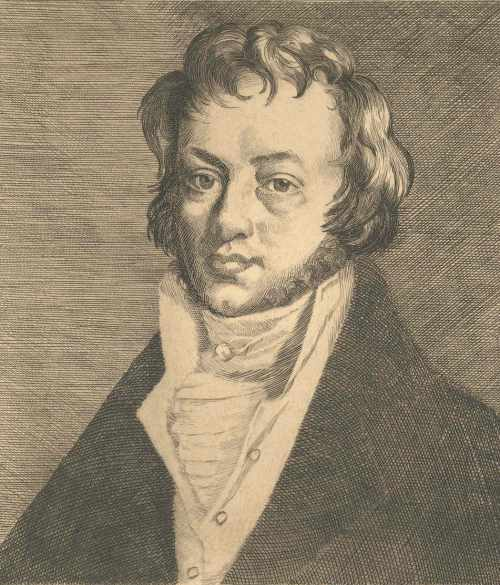
André-Marie Ampère.

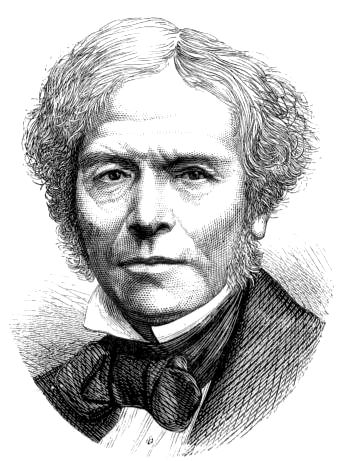
Michael Faraday.

Ces travaux inspirèrent le médecin viennois Franz Mesmer qui exploitait le « magnétisme animal » pour prodiguer des soins à ses patients. Devant la popularité de cette méthode pourtant controversée, le roi Louis XVI ordonne, en 1784, à deux commissions composées de médecins et de scientifiques d’évaluer la rigueur scientifique de cette méthode. Ces commissions condamnèrent le magnétisme animal pour cause de moralité publique. C’est donc à cette période que le mot « magnétisme » prend deux sens différents : on distingue désormais le magnétisme animal du magnétisme physique.
En 1820, pour la première fois, le lien entre l’électricité et le magnétisme est mis en évidence par le physicien danois Hans Christian Œrsted au cours d’une expérience. Le physicien place une boussole sous un fil dans lequel il fait passer un courant électrique. Il observe comme résultat que l’aiguille de la boussole se place perpendiculairement à la direction du fil traversé de courant.
Une vidéo de vulgarisation réalisée par le CNRS permet de voir et comprendre cette expérience.
Il publie ses résultats le 21 juillet 1820 dans un article « Experimenta circa effectum conflictus electrici in acum magneticam » qui sera traduit et diffusé dans toute l’Europe.
La même année, les résultats d’Œrsted arrivent entre les mains des physiciens français François Arago et André-Marie Ampère, qui s’empressent de refaire l’expérience avec succès.
Cette expérience marque le début de la « révolution électromagnétique » : les années qui vont suivre 1820 seront témoins de grands changements tant par la compréhension des phénomènes électromagnétiques que par la mise en application de ces phénomènes par de nouvelles inventions.
Toujours en 1820, les français Jean-Baptiste Biot et Félix Savart parviennent à décrire mathématiquement le champ magnétique généré par une distribution de courants continus. La loi de Biot-Savart constitue le pilier de la magnéto-statique (étude des champs magnétiques indépendants du temps).
En 1821, André-Marie Ampère théorise le magnétisme par l’existence dans les matériaux conducteurs d’innombrables particules minuscules chargées électriquement et en mouvement.
La même année, Michael Faraday crée un premier moteur électrique primitif en « inversant » l’expérience d’Œrsted. Il place un aimant permanent dans un bain de mercure et place un fil parcouru par un courant électrique dans ce bain. Le fil se met à tourner de manière circulaire.
En 1825, le physicien anglais William Sturgeon crée le premier électro-aimant pratique.
Peu de temps après l’invention du moteur électrique, Michael Faraday découvre en 1831 l’induction électromagnétique, soit l’apparition d’une force électromotrice dans un conducteur électrique soumis à un champ magnétique variable. Ce phénomène constitue actuellement la base de notre technologie et trouve son application dans les transformateurs, les dynamos ou bien encore dans les alternateurs. Faraday  décrit également en 1845 le paramagnétisme et le diamagnétisme.
La deuxième partie du XIXe siècle sera marquée par la formulation des équations de Maxwell publiées en mars 1861 dans l’étude « On physical lines of forces ». Dans cette étude, le physicien écossais James Clerk Maxwell rassemble les travaux sur le magnétisme et sur l’électricité réalisés par Michael Faraday et André-Marie Ampère en un ensemble de vingt équations qui, plus tard, seront réduites à quatre. Ces équations décrivent le comportement du champ électromagnétique et ses interactions avec la matière.
En 1887, l’inventeur Nikola Tesla invente le premier moteur électrique à induction, utilisant les travaux de Michael Faraday sur le moteur électrique, l’induction électromagnétique et le courant alternatif. En 1890, le physicien et ingénieur écossais James Alfred Ewing étudie les propriétés magnétiques des métaux et découvre le phénomène d’hystérésis.
Quelques années plus tard, le physicien français Pierre Curie étudie à son tour les propriétés magnétiques des matériaux et met en évidence que la susceptibilité magnétique d’un matériau est inversement proportionnelle à sa température. Il en tirera la loi de Curie en 1895.
Enfin, en 1898, l’ingénieur danois Valdemar Poulsen invente l’enregistrement magnétique en créant un dispositif permettant de transformer les variations de champ magnétique d’une bande en un signal électrique.

### XXesiècle: des progrès scientifiques et techniques

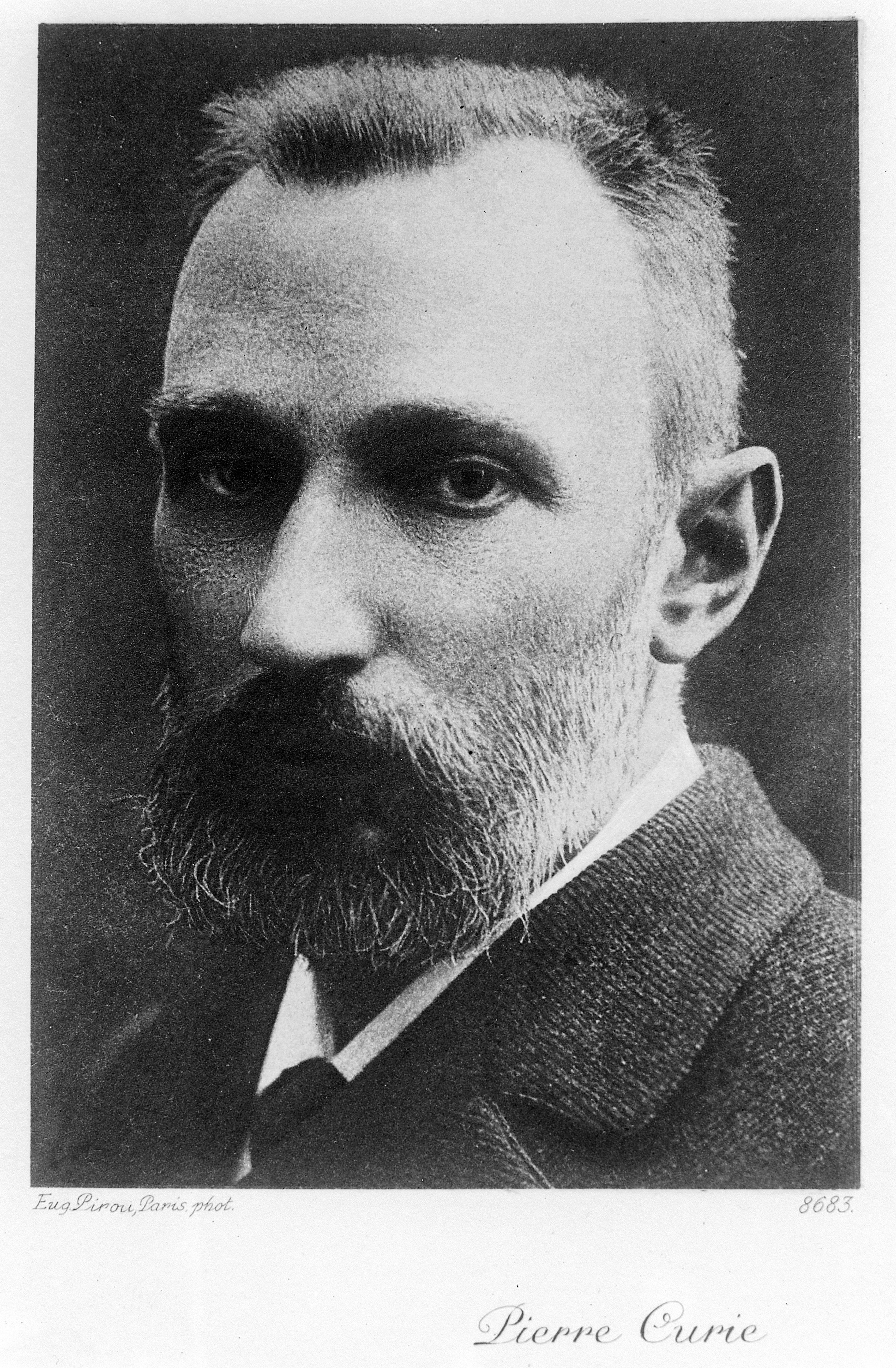
Portrait de Pierre Curie (1859-1906).

C'est à la fin du XIXe siècle et au début du XXe que l'étude théorique des matériaux magnétiques est abordée avec succès. Paul Langevin, s'inspirant notamment des travaux de Pierre Curie, utilise la physique statistique de Boltzmann pour établir la théorie statistique classique du paramagnétisme. Il précise également les notions de magnétisme induit et permanent.[réf. nécessaire]
Ses théories de l'antiferromagnétisme (1936) et du ferrimagnétisme (1948) vaudront à Louis Néel le prix Nobel de physique en 1970. C'est un an après la publication de la première qu'est découvert le premier antiferromagnétique incontestable, MnO, par Henri Bizette et Belling Tsaï.
L'avènement de la mécanique quantique, et particulièrement la découverte du spin de l'électron en 1925 par George Uhlenbeck et Samuel Goudsmit, eurent une importance fondamentale. En effet, cela permit d'expliquer l'origine des champs moléculaires gigantesques observés dans les substances fortement magnétiques, dont l'existence ne pouvait être démontrée par la seule interaction dipolaire magnétique entre moments magnétiques atomiques. Werner Heisenberg montra ainsi en 1929 que ces champs étaient d'origine électrostatique et de nature quantique, et qu'ils pouvaient s'interpréter en termes de couplage entre deux spins voisins.

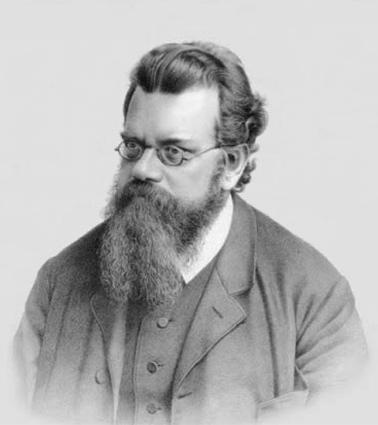
Ludwig Boltzmann (1844-1906).

Le phénomène de résonance magnétique nucléaire (RMN), basé sur le couplage entre le moment magnétique du noyau des atomes et le champ magnétique externe, est découvert par Felix Bloch et Edward Purcell en 1946, ce qui leur vaudra un prix Nobel en 1972. Dès les années 1960, des scientifiques comprennent que la RMN peut avoir des applications dans le domaine de la médecine, et c'est ainsi que la première image obtenue par résonance magnétique (IRM) est réalisée par l'américain Paul Lauterbur en 1973.
Une autre découverte importante du XXe siècle est celle des supraconducteurs, effectuée par Kamerlingh Onnes en 1911. Les supraconducteurs ouvrent des perspectives immenses car ils permettent d'utiliser une composante du magnétisme jusqu'alors sous-exploitée : la lévitation.En 1986, Johannes Georg Bednorz et Karl Müller, découvrent des supraconducteurs à haute température critique (supérieure à 30K), contredisant les théories établies jusqu'alors. Cette famille de matériaux permet de transporter beaucoup plus d'électricité dans des câbles bien plus petits, et laisse donc envisager des progrès considérables dans les domaines des transports ou encore des nouvelles technologies. Des trains à sustentation magnétique utilisant les supraconducteurs sont actuellement en fonctionnement et promettent une révolution de nos moyens de transport.

## Notions de base

### Définition des grandeurs fondamentales du magnétisme
Le champ magnétique est une grandeur ayant le caractère d'un champ vectoriel, c'est-à-dire caractérisée par la donnée d'une norme, d’une direction et d’un sens définis en tout point de l'espace, permettant de modéliser et de quantifier les effets magnétiques du courant électrique ou des matériaux magnétiques comme les aimants permanents.
On peut le mettre en évidence à l'aide d'une aiguille aimantée, qui prend alors une direction déterminée. Le champ magnétique, au point de l'espace qu'occupe l'aiguille, est caractérisé par les propriétés suivantes :
- direction : celle de l'aiguille aimantée, qui s'oriente le long des lignes de champ ;
- sens : choisi selon le sens sud-nord de l'aiguille aimantée ;
- norme : le tesla (noté T), unité du Système international.

Il existe deux types de sources externes de champ magnétique :
- le moment magnétique propre des particules, dit spin (d'où proviennent les aimants permanents) ;
- le courant électrique, c'est-à-dire le déplacement d'ensemble de charges électriques.

L’aimantation est une grandeur vectorielle qui caractérise à l'échelle macroscopique le comportement magnétique d'un échantillon de matière. C'est la somme des moments microscopiques orbitaux et des moments magnétiques de spin des électrons et des atomes. Elle se mesure en ampères par mètre (A/m ou A m−1), mais on donne parfois {\displaystyle \mu _{0}{\vec {M}}} qui se mesure en teslas, {\displaystyle \mu _{0}} étant la perméabilité du vide.
On pose : {\displaystyle {\vec {H}}={\frac {\vec {B}}{\mu _{0}}}-{\vec {M}}}
{\displaystyle {\vec {H}}} est qualitativement le champ magnétique duquel on a retiré la contribution de la matière. Comme {\displaystyle {\vec {M}}}, il s'exprime en ampères par mètre.
{\displaystyle {\vec {H}}} et {\displaystyle {\vec {B}}} sont deux champs vectoriels apparentés dont les dénominations sont mal définies. Les conventions officielles donnent à {\displaystyle {\vec {H}}} le nom de champ magnétique et à {\displaystyle {\vec {B}}} celui d' induction magnétique. Dans cet article, nous utiliserons les dénominations d'usage : {\displaystyle {\vec {B}}} sera appelé champ magnétique et {\displaystyle {\vec {H}}} excitation magnétique.
La présence du champ magnétique se manifeste par l'apparition d'une force agissant sur les charges électriques en mouvement (dite force de Lorentz) ainsi que par divers effets affectant certains matériaux et qui seront détaillés dans cet article (paramagnétisme, diamagnétisme ou ferromagnétisme selon les cas). La grandeur qui détermine l'interaction entre un matériau et un champ magnétique est la susceptibilité magnétique, définie par le coefficient de proportionnalité, noté {\displaystyle \chi _{m}}, donnant la relation {\displaystyle {\vec {M}}=\chi _{m}\cdot {\vec {H}}}.

### Perméabilité et susceptibilité magnétiques

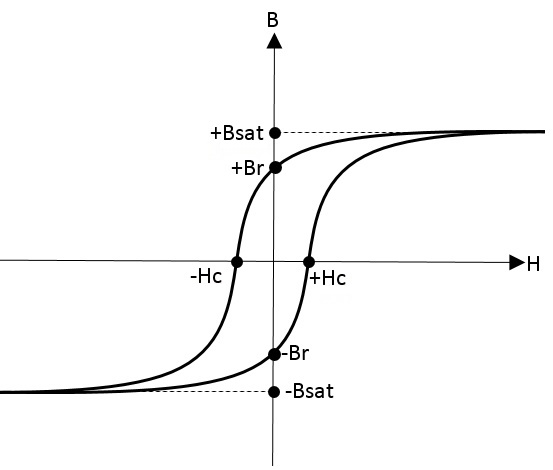
Cycle d'hystérésis d'un matériau ferromagnétique doux
Hc : Champ coercitif
Br : Champ rémanent
Bsat : Champ saturant

La présence du matériau modifie le champ magnétique. On pose :
- {\displaystyle {\vec {B}}=\mu .{\vec {H}}} avec {\displaystyle \mu } : perméabilité magnétique du matériau

On définit par {\displaystyle {\vec {M}}} le vecteur aimantation acquise par la matière
- {\displaystyle {\vec {M}}=\chi .{\vec {H}}} avec {\displaystyle \chi } : susceptibilité magnétique du matériau
  - d'où :{\displaystyle {\vec {B}}=\mu _{0}({\vec {H}}+{\vec {M}})=(1+\chi ){\vec {B}}_{0}}

On pose aussi :
- {\displaystyle \mu _{r}={\frac {\mu }{\mu _{0}}}=(1+\chi )} avec {\displaystyle \mu _{r}} : perméabilité relative du matériau.

### Cycles d'hystéresis
Lorsqu'on a magnétisé un échantillon de matériau jusqu'à la saturation et que l'on fait décroître l'excitation H, on constate que B décroît également, mais en suivant une courbe différente qui se situe au-dessus de la courbe de première aimantation. Ceci est le fait d'un retard à la désaimantation. On dit qu'il y a hystérésis.
Lorsque H est ramené à 0, il subsiste un champ magnétique Br appelé champ rémanent (du latin remanere, rester).
Pour annuler ce champ rémanent, il est nécessaire d'inverser le courant dans le solénoïde, c’est-à-dire d'imposer à H une valeur négative. Le champ magnétique s'annule alors pour une valeur de l'excitation Hc appelée champ coercitif.

### Description macroscopique du magnétisme dans la matière
Faraday a montré que toute substance est aimantable mais le plus souvent l'effet n'est appréciable que dans un champ magnétique intense ; en plaçant dans un champ magnétique non uniforme des barreaux de substances différentes :
- certains sont attirés vers les régions de champ intense en s'orientant parallèlement aux lignes de champ comme le ferait un barreau de fer doux. Les substances qui sont comparables au fer sont dites ferromagnétiques ;
- d'autres sont repoussées vers les régions où le champ magnétique est faible et s'orientent perpendiculairement aux lignes de champ ; de telles substances sont dites diamagnétiques.

Les substances qui subissent des actions de même nature que le fer mais beaucoup moins intenses sont dites paramagnétiques.
Un solénoïde (enroulement cylindrique) parcouru par un courant d'intensité {\displaystyle I} crée un champ magnétique noté {\displaystyle {\vec {B}}_{0}\,}. Si, à l'intérieur de ce solénoïde on place un matériau, on constate une modification du module du vecteur champ magnétique que l'on notera maintenant {\displaystyle {\vec {B}}}.
Remarque : dans certains ouvrages anciens ou certains livres techniques {\displaystyle {\vec {B}}} est appelé vecteur induction magnétique

## Matériaux sans ordre magnétique à l'état naturel

### Diamagnétisme
Le diamagnétisme est un comportement des matériaux qui les conduit, lorsqu'ils sont soumis à un champ magnétique, à générer un autre champ magnétique opposé, créé par une très faible aimantation. Lorsque le champ n’est plus appliqué, l’aimantation disparaît. Le diamagnétisme est un phénomène qui apparaît dans toute la matière atomique, mais il est masqué par les effets du paramagnétisme ou du ferromagnétisme lorsque ceux-ci coexistent avec lui dans le matériau.

#### Description classique du diamagnétisme
Quand on applique un champ magnétique, le flux magnétique passant à travers la surface décrite par la trajectoire fermée de l'électron est modifié. L'électron réagit selon le phénomène classique d'induction, ce qui induit un moment magnétique opposé et proportionnel au champ appliqué. C'est l'origine du diamagnétisme qui est un phénomène présent dans tous les matériaux mais qui peut être masqué par les autres phénomènes (en particulier paramagnétiques) dont l'effet est plus important.

#### Limite de la description classique
Cette description a ses limites. En effet, on a dû supposer que le rayon de l'orbite de l'électron était constant ; autrement le calcul donnerait une réponse magnétique nulle.
Ainsi, il n'est pas possible d'ignorer l'aspect quantique de ce phénomène : en 1919, dans sa thèse de doctorat, J. H. van Leeuwen prouva qu'il était impossible d'expliquer le magnétisme uniquement à l'aide de l'électrodynamique de Maxwell et de la mécanique statistique classique. C'est l'essence du théorème de Bohr-van Leeuwen.

#### Description quantique du diamagnétisme
- Dans les isolants : si la vision classique du diamagnétisme avec la loi de Lenz est erronée, l'approche quantique à partir de l'écriture de l'hamiltonien en présence d'un champ magnétique justifie cette interprétation de la modification des orbites électroniques.

- Dans les métaux : en plus du diamagnétisme atomique précédent des électrons de cœur, on peut observer une autre contribution des électrons de conduction. Celle-ci est due à la présence de niveaux de Landau discrets (à la place de la structure de bandes continue) dès que le champ appliqué est non nul. C'est le diamagnétisme de Landau.

Remarque : on emploie le terme de diamagnétisme parfait pour désigner le comportement des supraconducteurs qui créent en leur sein des courants induits surfaciques qui s'opposent à toute variation de champ magnétique et maintiennent un champ magnétique interne nul pour les supraconducteurs de type I. Cette propriété est utilisée pour produire la lévitation magnétique avec des supraconducteurs (de type II).

### Paramagnétisme
Le paramagnétisme désigne en magnétisme le comportement d'un milieu matériel qui ne possède pas d'aimantation spontanée mais qui, sous l'effet d'un champ magnétique extérieur, acquiert une aimantation dirigée dans le même sens que ce champ d'excitation. Un matériau paramagnétique possède donc une susceptibilité magnétique de valeur positive (contrairement aux matériaux diamagnétiques), en général assez faible. Cette aimantation disparaît lorsque le champ d'excitation est coupé, il n'y a donc pas de phénomène d'hystérésis comme pour le ferromagnétisme.
Le paramagnétisme ne désigne pas une propriété intrinsèque d'un matériau mais un comportement en réponse à un champ magnétique, comportement qui peut changer selon les conditions considérées. Ainsi, un matériau ferromagnétique devient paramagnétique quand sa température dépasse sa température de Curie.
À l'échelle microscopique, on peut décrire un matériau paramagnétique comme un ensemble de dipôles magnétiques indépendants. La réponse du système à un champ magnétique appliqué est alors déterminée par le rapport de forces entre l'énergie magnétique d'une part qui tend à ordonner les dipôles en les alignant selon le champ appliqué, et l'énergie d'agitation thermique d'autre part qui favorise le désordre. Le traitement de ce problème par la physique statistique permet de démontrer la loi de Curie qui affirme que la susceptibilité magnétique d'un matériau paramagnétique est inversement proportionnelle à la température.

#### Description classique du paramagnétisme
Lorsque les atomes possèdent leur propre moment magnétique permanent, le diamagnétisme (toujours présent) est masqué par le paramagnétisme. Sous l'effet d'un champ magnétique extérieur, ces atomes, petits aimants permanents, s'orientent selon le champ appliqué et l'amplifient. Ce phénomène est limité par l'agitation thermique et dépend fortement de la température : (loi de Curie : {\displaystyle \mathbf {M} =C\cdot {\frac {\mathbf {B} }{T}}})

#### Limite de la description classique
On a supposé que les moments magnétiques avaient une norme constante {\displaystyle \mu } alors que la mécanique classique autorise tous les moments, car encore une fois on aurait trouvé une réponse magnétique inexistante. Le raisonnement précédent est donc  semi-classique, et doit être complété par un raisonnement quantique.

#### Description quantique du paramagnétisme
- Dans les isolants : il faut modifier l'approche classique en se rappelant que les valeurs possibles de la projection du moment cinétique sont discrètes. Au lieu de calculer une intégrale donnant le paramagnétisme de Langevin, on doit calculer une somme discrète donnant le paramagnétisme de Brillouin. Ces deux approches tendent vers le même résultat dans la limite classique où le moment cinétique {\displaystyle J} tend vers {\displaystyle +\infty }.

- Dans les métaux : il existe une contribution supplémentaire due aux électrons de conduction, mais nettement plus faible que le paramagnétisme des isolants car elle ne concerne que les électrons près du niveau de Fermi. L'application d'un champ magnétique va énergétiquement favoriser les électrons de spin parallèle (énergie Zeeman), et le système aura alors plus d'électrons de conduction de spin parallèle qu'anti-parallèle. Ainsi, on observe une réponse paramagnétique, c'est le paramagnétisme de Pauli. Pour des électrons presque libres, on montre que la réponse paramagnétique de Pauli est en valeur absolue trois fois plus grande que la contribution de Landau. Donc le diamagnétisme est caché par l'effet paramagnétique.

## Aimants naturels et permanents: ferromagnétisme

### Ferromagnétisme
Les matériaux ferromagnétiques sont des corps qui ont la capacité de s'aimanter sous l'effet d'un champ magnétique extérieur et de garder cette aimantation. Ils se distinguent des matériaux paramagnétiques qui ne conservent pas leur aimantation à champ nul. Il en existe deux sous-catégories, à savoir les ferromagnétiques durs (qui sont utilisés pour fabriquer des aimants permanents) et les ferromagnétiques doux. Ces matériaux sont communément utilisés dans le monde de l'industrie, ainsi que dans la vie quotidienne. L'usage le plus commun est le « magnet » qui est un aimant permanent (un ferromagnétique dur) que l'on collectionne sur son réfrigérateur. L'aimantation rémanente est due à un ordre à l'échelle microscopique (défini par l'interaction d'échange d'Heisenberg) et par un ordre à l'échelle du matériau (paroi de Bloch, domaine de Weiss).
En effet, lorsqu'un matériau est ferromagnétique ou ferrimagnétique, il est divisé en domaines, appelés domaines de Weiss, à l'intérieur desquels l'orientation magnétique est identique. Chaque domaine se comporte alors comme un aimant. Ces domaines sont séparés par des parois dites parois de Bloch.
- Ces domaines n'existent pas lorsque les dimensions du matériau sont très faibles (quelques nm). Ces matériaux sont dits nanocristallins.
- Le déplacement de ces parois est responsable des phénomènes d'hystérésis.

Les anisotropies magnétiques expliquent les axes d'aimantation faciles.

### Corps ferromagnétiques
Pour l'usage industriel, le fer, le cobalt et le nickel sont les matériaux ferromagnétiques les plus utilisés. De plus, certaines terres rares (les Lanthanides dans la classification périodique) sont également ferromagnétiques à basse température et utilisées dans l'industrie.
En ce qui concerne les alliages, la situation est très complexe : certains alliages de fer et de nickel ne sont pas ferromagnétiques (ex. : acier inoxydable austénitique), alors qu'un alliage de Heusler, constitué uniquement de métaux non ferromagnétiques (par exemple 61 % Cu, 24 % Mn, 15 % Al), est ferromagnétique.
Enfin, il faut ajouter les ferrites, dont la composition est de la forme (MO ; Fe2O3) où M est un métal divalent et dont le représentant le plus ancien est la magnétite Fe3O4 (FeO ; Fe2O3).

### Courbe de première aimantation
Partons d’une aimantation nulle à champ nul. En augmentant faiblement le champ extérieur, des moments magnétiques dans certains domaines vont se retourner. Si un domaine est déjà aligné dans le sens du champ appliqué, les domaines voisins vont petit-à-petit s’aligner. Cela revient à dire que l’on a déplacé la paroi de Bloch. Ce mécanisme est réversible pour de faibles champs. Il devient irréversible pour des champs extérieurs moyens. Enfin, pour de fortes excitations magnétiques, se produit une rotation des aimantations des domaines dans la direction du champ extérieur. Macroscopiquement, Msat est atteinte.

### Conséquences de l'hystérésis pour des matériaux ferromagnétiques
L'aimantation de la matière absorbe de l'énergie qui n'est que partiellement restituée au cours de la désaimantation. Cette énergie est dissipée sous forme calorifique : le matériau s'échauffe. On démontre que les pertes par hystérésis sont proportionnelles à l'aire du cycle d'hystérésis.
Dans le cas où une substance ferromagnétique doit décrire un grand nombre de cycles d'hystérésis (machines tournantes, transformateurs…), il faut choisir des matériaux tels que l'aire du cycle soit aussi petite que possible. Ces matériaux sont dits magnétiquement « doux ».
À l'opposé, c'est grâce à une hystérésis importante que l'on peut réaliser des aimants permanents. On utilise pour leur fabrication des matériaux magnétiquement durs : certains aciers à l'aluminium, au nickel ou au cobalt conviennent parfaitement. On réalise aussi des aimants avec de la poudre de fer agglomérée dans un isolant.

#### Matériaux ferromagnétiques doux

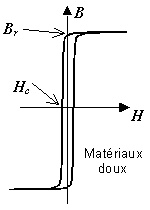

Les matériaux ferromagnétiques doux forment un sous-groupe des matériaux ferromagnétiques, ce qui signifie qu’ils sont capables de s'aimanter lorsqu'ils sont soumis à un champ magnétique extérieur. La particularité des matériaux ferromagnétiques doux est que l'action de créer ou d’annuler l’aimantation dans le matériau nécessite moins d'énergie que pour les matériaux ferromagnétiques durs. Les ferromagnétiques doux sont utilisés dans les transformateurs, les électro-aimants ou dans toute application dans laquelle le matériau travaille à haute fréquence. Ils possèdent un champ coercitif très faible avec une très forte susceptibilité. C'est cette forte susceptibilité qui permet d'obtenir une forte induction à partir d'un faible champ extérieur et ainsi être utile dans les électro-aimants ou à la canalisation des lignes de champs. Un faible champ coercitif et une forte susceptibilité entrainent l'étroitesse du cycle d'hystérésis. L'aire de ce cycle représente l'énergie dissipée sous forme de chaleur lors d'un parcours complet du cycle, appelée « pertes magnétiques ».
Les matériaux magnétiques doux sont utilisés pour réaliser des électroaimants (leur aimantation doit pouvoir facilement être annulée) ou des circuits magnétiques fonctionnant en régime alternatif (machines électriques, transformateurs).

#### Matériaux ferromagnétiques durs

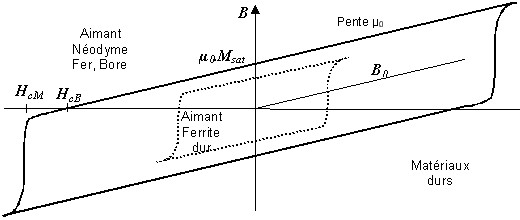

Les matériaux ferromagnétiques durs forment un sous-groupe des matériaux ferromagnétiques. Ils possèdent une aimantation naturelle présente en absence de champ magnétique extérieur, ainsi qu'un champ coercitif et une rémanence élevés. Comme pour les autres matériaux ferromagnétiques, les ferromagnétiques durs ont la particularité de s’aimanter fortement en présence d’un champ magnétique extérieur. On distingue les ferromagnétiques durs des ferromagnétiques doux par leurs propriétés magnétiques, telles que la forme de leur cycle d’hystérésis. Le cycle d'hystérésis des ferromagnétiques doux est fin et allongé vers le haut, alors que celui des ferromagnétiques durs est aplati et allongé sur l'axe des abscisses. Les matériaux ferromagnétiques durs sont à la base des aimants permanents, et notamment des aimants à forte puissance.
Contrairement aux précédents, les cycles sont extrêmement larges : plusieurs centaines de kA m−1. Il est impossible de les dessiner dans un même repère que les précédents.
Certains de ces matériaux à base de terres rares (alliages samarium-cobalt ou néodyme-fer-bore) ne se désaimantent pas, même lorsqu'on annule le champ magnétique interne (l'excitation vaut alors HcB). Pour annuler (en fait inverser) l'aimantation, il est nécessaire de fournir une excitation magnétique que l'on appelle HcM : excitation de désaimantation irréversible.
L'application de ces matériaux est la réalisation d'aimants permanents de très forte puissance. Les ferrofluides sont des suspensions de particules aimantées de taille nanométrique dans un liquide. Ces liquides réagissent à un champ magnétique extérieur (par exemple, leur surface se hérisse de pointes).

### Origine microscopique du ferromagnétisme
Pour obtenir un matériau avec un champ coercitif important, il faut limiter la nucléation et/ou la propagation des parois, à l’origine du renversement de l’aimantation. Plus l'aimantation se renverse facilement, plus le champ coercitif du matériau est faible, et plus il existe de domaines magnétiques. Les défauts structuraux agissent comme sites de nucléation. Afin d’éviter ce phénomène, le matériau peut être divisé en plusieurs parties isolées magnétiquement. De ce fait, le renversement de l’aimantation provoqué par un défaut reste localisé, et ne provoque pas d'effet de cascade de renversement dans le matériau. La technique la plus utilisée pour obtenir une telle microstructure est la métallurgie des poudres.

#### Domaines de Weiss
Lorsqu'un matériau est ferromagnétique ou ferrimagnétique, il est divisé en domaines, appelés domaines de Weiss, à l'intérieur duquel l'orientation magnétique est identique. Ce domaine se comporte alors comme un aimant. Ces domaines sont séparés par des parois dites parois de Bloch.
- Ces domaines n'existent pas lorsque les dimensions du matériau sont très faibles (quelques nm). Ces matériaux sont dits nanocristallins.
- Le déplacement de ces parois est responsable des phénomènes d'hystérésis.

## Classification des comportements magnétiques
Ci-dessous un récapitulatif des principales familles de matériaux magnétiques évoquées dans cet article, classées selon leur susceptibilité magnétique {\displaystyle \chi } :
| Type de magnétisme  | Valeur de {\displaystyle \chi }        | Signe de {\displaystyle \chi } | Moment magnétique des atomes       | Variation de {\displaystyle \chi } en fonction de la température | Exemples |
| ------------------- | -------------------------------------- | ------------------------------ | ---------------------------------- | --- | --- |
| Diamagnétisme       | Extrêmement faible, de l'ordre de 10−5 | Négatif                        | Aucun                              | {\displaystyle \chi } = constante | Argent, or, cuivre, mercure, plomb, presque tous les composés organiques |
| Paramagnétisme      | Très faible, de l'ordre de 10−3        | Positif                        | Orientés au hasard                 | {\displaystyle \chi } suit la loi de Curie : {\displaystyle \chi ={\frac {C}{T}}} | Platine, manganèse, aluminium et certains composés d'éléments ferromagnétiques par exemple l'alliage 68 % fer 32 % nickel                                                            |
| Ferromagnétisme     | Très grande, jusqu'à 105               | Positif                        | Alignés et parallèles              | Au-dessus de la température de Curie TC, {\displaystyle \chi } suit la loi de Curie-Weiss {\displaystyle \chi _{m}={\frac {C}{T-T_{c}}}}                                                                          | Fer, cobalt, nickel et un grand nombre de leurs alliages, en particulier les aciers, et certains de leurs composés, ainsi que certaines combinaisons d'éléments non ferromagnétiques |
| Antiferromagnétisme | Très grande                            | Positif                        | Alignés et antiparallèles          | Au-dessus de la température de Néel TN, {\displaystyle \chi } diminue avec l'augmentation de la température. Au-dessous de TN, elle diminue avec la diminution de la température. À TN, elle atteint son maximum. | Chrome, oxyde de manganèse, hématite |
| Ferrimagnétisme     | Très grande, jusqu'à 105               | Positif                        | Alignés, antiparallèles et inégaux | | Ferrite de baryum |

En électrotechnique, seuls les matériaux ferromagnétiques et ferrimagnétiques sont importants car ce sont les seuls à produire des augmentations du champ magnétique qui sont significatives (voir la partie sur les applications ci-dessous).

## Applications
On dénombre de nombreuses applications du magnétisme dans la vie de tous les jours et dans le monde de l'industrie, deux d'entre elles sont présentées dans cette partie.

### Stockage de l'information
L’intérêt d’utiliser le magnétisme comme support de l’information s’est posé lorsque l’on cherchait à minimiser l’énergie nécessaire au stockage. En effet, le principe repose sur les propriétés ferromagnétiques qui permettent de garder en mémoire l’orientation d’un champ externe appliqué. C'est sur des objets magnétiques de taille réduite que sont inscrites les données sauvegardées, sur un disque dur par exemple. Ce type de stockage d'information ne nécessite pas un courant électrique et permet donc de conserver l'information dans les disques durs sans nécessiter de batterie ou de pile.
Au début du XXIe siècle, la technologie permet de stocker de plus en plus de données dans un espace réduit grâce à la miniaturisation de ces objets et à la précision croissante des moyens de lecture de ces informations.

### Capteur de courant à effet Hall
Comme nous l’avons vu précédemment, lorsqu’un courant passe dans un conducteur, cela provoque la création d’un champ magnétique autour de ce conducteur. Cette propriété est utilisée pour mesurer des courants, avec les capteurs à effet Hall.
Le principe de l’effet Hall est simple, le courant que l’on veut mesurer va générer un champ magnétique autour du fil, et c’est ce champ magnétique que l’on va pouvoir quantifier avec le capteur, et remonter ensuite à la valeur du courant qui parcourt le fil.
Pour des composants électroniques, les capteurs à effet Hall sont relativement peu coûteux. On peut les retrouver dans les smartphones ou les ordinateurs portables. Ce sont eux qui permettent de mettre en veille votre appareil quand l'écran d'un ordinateur portable est replié.